# Ferrolaueite
La ferrolaueite è un minerale.